# La Neuville-du-Bosc
La Neuville-du-Bosc és un municipi francès situat al departament de l'Eure i a la regió de Normandia. L'any 2007 tenia 528 habitants.

## Demografia

### Població
El 2007 la població de fet de La Neuville-du-Bosc era de 528 persones. Hi havia 175 famílies de les quals 42 eren unipersonals (25 homes vivint sols i 17 dones vivint soles), 58 parelles sense fills i 75 parelles amb fills.
La població ha evolucionat segons el següent gràfic:
Habitants censats

### Habitatges
El 2007 hi havia 329 habitatges, 177 eren l'habitatge principal de la família, 148 eren segones residències i 5 estaven desocupats. 207 eren cases i 6 eren apartaments. Dels 177 habitatges principals, 151 estaven ocupats pels seus propietaris, 25 estaven llogats i ocupats pels llogaters i 1 estava cedit a títol gratuït; 9 tenien dues cambres, 35 en tenien tres, 62 en tenien quatre i 70 en tenien cinc o més. 130 habitatges disposaven pel capbaix d'una plaça de pàrquing. A 64 habitatges hi havia un automòbil i a 97 n'hi havia dos o més.

### Piràmide de població
La piràmide de població per edats i sexe el 2009 era:
| Homes | Edats   | Dones |
| ----- | ------- | ----- |
| 0     | 95 o +  | 0     |
| 0     | 90 a 94 | 0     |
| 0     | 85 a 89 | 8     |
| 0     | 80 a 84 | 0     |
| 4     | 75 a 79 | 0     |
| 8     | 70 a 74 | 12    |
| 12    | 65 a 69 | 12    |
| 12    | 60 a 64 | 8     |
| 0     | 55 a 59 | 4     |
| 28    | 50 a 54 | 12    |
| 12    | 45 a 49 | 4     |
| 20    | 40 a 44 | 20    |
| 12    | 35 a 39 | 20    |
| 4     | 30 a 34 | 4     |
| 8     | 25 a 29 | 20    |
| 12    | 20 a 24 | 0     |
| 12    | 15 a 19 | 40    |
| 12    | 10 a 14 | 16    |
| 20    | 5 a 9   | 4     |
| 8     | 0 a 4   | 12    |

## Economia
El 2007 la població en edat de treballar era de 364 persones, 233 eren actives i 131 eren inactives. De les 233 persones actives 208 estaven ocupades (112 homes i 96 dones) i 24 estaven aturades (13 homes i 11 dones). De les 131 persones inactives 16 estaven jubilades, 30 estaven estudiant i 85 estaven classificades com a «altres inactius».

### Ingressos
El 2009 a La Neuville-du-Bosc hi havia 181 unitats fiscals que integraven 484 persones, la mediana anual d'ingressos fiscals per persona era de 19.704,5 €.

### Activitats econòmiques
Dels 14 establiments que hi havia el 2007, 1 era d'una empresa de fabricació d'altres productes industrials, 5 d'empreses de construcció, 1 d'una empresa de comerç i reparació d'automòbils, 3 d'empreses de transport, 1 d'una empresa d'hostatgeria i restauració, 2 d'empreses de serveis i 1 d'una entitat de l'administració pública.
Dels 6 establiments de servei als particulars que hi havia el 2009, 1 era una oficina de correu, 1 autoescola, 2 paletes i 2 lampisteries.
L'any 2000 a La Neuville-du-Bosc hi havia 13 explotacions agrícoles que ocupaven un total de 385 hectàrees.

## Poblacions properes
El següent diagrama mostra les poblacions més properes.